# Волков, Сергей Васильевич (Герой Социалистического Труда)
Сергей Васильевич Волков  (21 января 1927 — 2000) — передовик советского судостроения, бригадир слесарей-судосборщиков Ленинградского судостроительного завода имени А. А. Жданова Министерства судостроительной промышленности СССР, Герой Социалистического Труда (1971).

## Биография
Родился в 1927 году в Ленинграде. В году Великой Отечественной войны потерял родителей, погибли в блокадном городе, в первую зиму. Сергей эвакуировался в Свердловскую область, там стал обучаться на механизатора. Начал трудовую деятельность в подсобном хозяйстве. В 1944 году призван в Советскую Армию. В 1949 году вступил в ряды членов КПСС. В 1951 году демобилизовался. 
В 1951 году трудоустроился помощником слесаря-судомонтажника на Ленинградский судостроительный завод имени А.А.Жданова. Всеоре самостоятельно стал слесарем-судомонтажником, а позже ему была доверена бригада. 
В 1959 году получил знак отличия "Отличник социалистического соревнования". В 1963 году представлен к высшей награде Ордену Ленина за безупречную работу по сооружению и строительству морских судов всех типов. автор многих рационализаторских предложений. Благодаря его идеи было произведено улучшение эксплуатации силовой установки корабля.  
Указом Президиума Верховного Совета СССР от 26 апреля 1971 года (закрытым) за достижение высоких показателей в производстве Сергею Васильевичу Волкову присвоено звание Героя Социалистического Труда с вручением ордена Ленина и медали «Серп и Молот».
Избирался депутатом Верховного Совета X созыва (1979-1984). Также являлся депутатом Ленинградского городского Совета, членом Ленинградского обкома КПСС. 
Работал на предприятии до выхода на заслуженный отдых.
Проживал в городе Санкт-Петербурге. Умер в 2000 году. Похоронен на Красненьком кладбище города.  

## Награды
За трудовые успехи был удостоен:
- золотая звезда «Серп и Молот» (26.04.1971)
- два ордена Ленина (28.04.1963, 26.04.1971)
- другие медали.